# Jesús Herrero Pampliega
Jesús Herrero Pampliega fue un dibujante de historietas español e ilustrador de libros y editor, nacido en Burgos[cita requerida]. 

## Biografía
Como muchos niños de su época, Jesús Herrero fue un gran aficionado a los tebeos ("Leyendas Infantiles" era su favorito).
Tras el servicio militar, Jesús Herrero trabajó de decorador de cerámica y diseñando anuncios publicitarios para diversas agencias de publicidad.
Desde 1955  hasta 1956, se dedicó a la estampación de azulejos en un taller propio de la calle Rodas en Madrid denominado "Cerámica Martiher"
Desde 1956 a 1960 se dedicó a la ilustración publicitaria, trabajando para estudios de la época como Estudios Gómez, Ruescas Publicidad o Internacional de publicidad. Durante estos años también trabajó como freelance en su estudio particular colaborando entre otros con la revista El ruedo en la que ilustró dos portadas.
En 1960 inició sus actividades como dibujante de historietas para Editorial Rollán, de Madrid, para la que dibujó 12 títulos de Mendoza Colt, sustituyendo al creador de la serie, Martín Salvador.
En 1961, colaboró con Editorial Bruguera en 3 títulos de la colecciones "Sissi" y "Bisonte Extra", pero su más importante aportación al mundo de la historieta empezó en 1961, con Editorial Maga de Valencia, para la que ilustró 138 entregas de Pequeño Pantera Negra bajo guiones de Miguel Quesada. hasta 1964
En 1964 fundó la editorial Novarte, dedicada especialmente a publicaciones de arte.
Desde 1965 a 1969 regresó a la ilustración publicitaria, trabajando para la agencia de publicidad Balena.
En 1966 crea Ediciones Eyder, dedicada a colecciones de cromos, arte y ciencia divulgativa.
Desde el año 1970 además trabajó como ilustrador para Editorial Magisterio Español, Ediciones Anaya, Plesa-Biblos, Usborne Publishing, Ediciones Nueva Lente, Editorial Cordillera de Puerto Rico y Ediciones SM entre otras.

## Obra como dibujante de historietas
| Años      | Título                              | Guionista               | Tipo       | Publicación                       |
| --------- | ----------------------------------- | ----------------------- | ---------- | --------------------------------- |
| 1960      | Mendoza Colt                        | Miguel González Casquel | Serial     | Rollán                            |
| 1961      | La gran carrera                     |                         | Monografía | Bruguera: Colección Bisonte Extra |
| 1961      | Se ha perdido una chica             |                         | Monografía | Bruguera: Colección Sissi         |
| 1961      | Quiero ser mujer                    |                         | Monografía | Bruguera: Colección Sissi         |
| 1961-1964 | Pequeño Pantera Negra núms. 178-275 | Pedro Quesada           | Serial     | Maga                              |